# Gare de New Richmond
La  gare de New Richmond est une gare ferroviaire du Chemin de fer de la Gaspésie (ligne de Matapédia à Gaspé). Elle est située chemin de Saint-Edgar à New Richmond dans la région Gaspésie–Îles-de-la-Madeleine et la province de Québec au Canada.
Elle est ouverte au service des marchandises. Mais elle est provisoirement fermée au service des voyageurs depuis 2013, en attendant la réouverture de la ligne à ce trafic.

## Situation ferroviaire
Établie à 16 mètres d'altitude, la gare de New Richmond est située sur la ligne de Matapédia à Gaspé, entre les gares de Carleton, en direction de Matapédia, et Caplan, en direction du terminus de Gaspé.

## Histoire
Le bâtiment d'origine détruit par un incendie a été remplacé par un bâtiment, également en bois, provenant de la gare de Paspébiac.

## Service des voyageurs

### Desserte
Le service des voyageurs est suspendu depuis 2013 du fait du mauvais état de la ligne. Les travaux de réhabilitation de la voie sont en cours, la réouverture est prévue en 2025.